# Taunaya gibbosa
Taunaya gibbosa är en insektsart som beskrevs av Remes-lenicov 1973. Taunaya gibbosa ingår i släktet Taunaya och familjen hornstritar. Inga underarter finns listade i Catalogue of Life.